# Liste des longs métrages luxembourgeois proposés à l'Oscar du meilleur film international
Cet article présente la liste des longs métrages luxembourgeois proposés à l'Oscar du meilleur film international depuis 1997, lors de la 70e cérémonie des Oscars.

## Films proposés
| Année (Cérémonie) | Titre français                      | Titre original                      | Titre anglais utilisé pour la sélection | Réalisateur                             | Résultat    |
| ----------------- | ----------------------------------- | ----------------------------------- | --------------------------------------- | --------------------------------------- | ----------- |
| 1998 (70e)        | Elles                               | Elles                               | Women                                   | Luís Galvão Teles (pt)                  | Non nommé   |
| 1999 (71e)        | Back in Trouble                     | Back in Trouble                     | Back in Trouble                         | Andy Bausch                             | Non nommé   |
| 2003 (75e)        | Petites Misères                     | Petites Misères                     | Dead Man's Hand                         | Philippe Boon et Laurent Brandenbourger | Non nommé   |
| 2004 (76e)        | J'ai toujours voulu être une sainte | J'ai toujours voulu être une sainte | I Always Wanted to Be a Saint           | Geneviève Mersch (lb)                   | Non nommé   |
| 2006 (78e)        | Le Roman de Renart                  | Le Roman de Renart                  | Renart the Fox                          | Thierry Schiel                          | Non nommé   |
| 2007 (79e)        | Ton nom est Justine                 | Masz na imię Justine                | Your Name is Justine""                  | Franco de Pena (pl)                     | Disqualifié |
| 2008 (80e)        | Petits Secrets                      | Perl oder Pica                      | Little Secrets                          | Pol Cruchten                            | Non nommé   |
| 2009 (81e)        | Nuits d'Arabie                      | Nuits d'Arabie                      | Nuits d'Arabie                          | Paul Kieffer (lb)                       | Non nommé   |
| 2010 (82e)        | Réfractaire                         | Réfractaire                         | Réfractaire                             | Nicolas Steil                           | Non nommé   |
| 2014 (86e)        | Angle mort                          | Doudege Wénkel                      | Blind Spot                              | Christophe Wagner                       | Non nommé   |
| 2015 (87e)        | Never Die Young                     | Never Die Young                     | Never Die Young                         | Pol Cruchten                            | Non nommé   |
| 2016 (88e)        | Baby(a)lone                         | Baby(a)lone                         | Baby(a)lone                             | Donato Rotunno                          | Non nommé   |
| 2017 (89e)        | La Supplication                     | La Supplication                     | Voices from Chernobyl                   | Pol Cruchten                            | Non nommé   |
| 2018 (90e)        | Barrage                             | Barrage                             | Barrage                                 | Laura Schroeder                         | Non nommé   |
| 2019 (91e)        | Gutland                             | Gutland                             | Gutland                                 | Govinda Van Maele (lb)                  | Non nommé   |
| 2020 (92e)        | Tel Aviv on Fire                    | תל אביב על האש                      |                                         | Sameh Zoabi                             | Non nommé   |
| 2021 (93e)        | Raconte-moi le fleuve               | Cuentos del río                     | River Tales                             | Julie Schroell (lb)                     | Non nommé   |
| 2022 (94e)        | Io sto bene                         | Io sto bene                         | Io sto bene                             | Donato Rotunno                          | Non nommé   |
| 2023 (95e)        | Icare                               | Icare                               | Icarus                                  | Carlo Vogele                            | Non nommé   |
| 2024 (96e)        | Les Dernières Cendres               | Läif a Séil                         | The Last Ashes                          | Loïc Tanson (lb)                        | Non nommé   |